# 鈴木健之
鈴木 健之（すずき たけゆき、1982年5月11日 - ）は、茨城県出身の元プロ野球選手（投手）。

## 来歴・人物
藤代高では1年秋に野口祥順らと県大会準優勝、3年春は県大会準決勝で常総学院を相手に延長10回を完投するがサヨナラ負け。夏も準決勝で同校と対戦して延長12回を投げたがサヨナラ負け。2000年のドラフト会議にて5位指名で横浜ベイスターズに入団。
関東屈指の本格派右腕として期待されていたが、一軍登板はないまま2004年に引退。
引退後は家業の大工を継いだ。

## 詳細情報

### 年度別投手成績
- 一軍公式戦出場なし

### 背番号
- 67 （2001年 - 2004年）